# Mologa
Pour les articles homonymes, voir Mologa (homonymie).

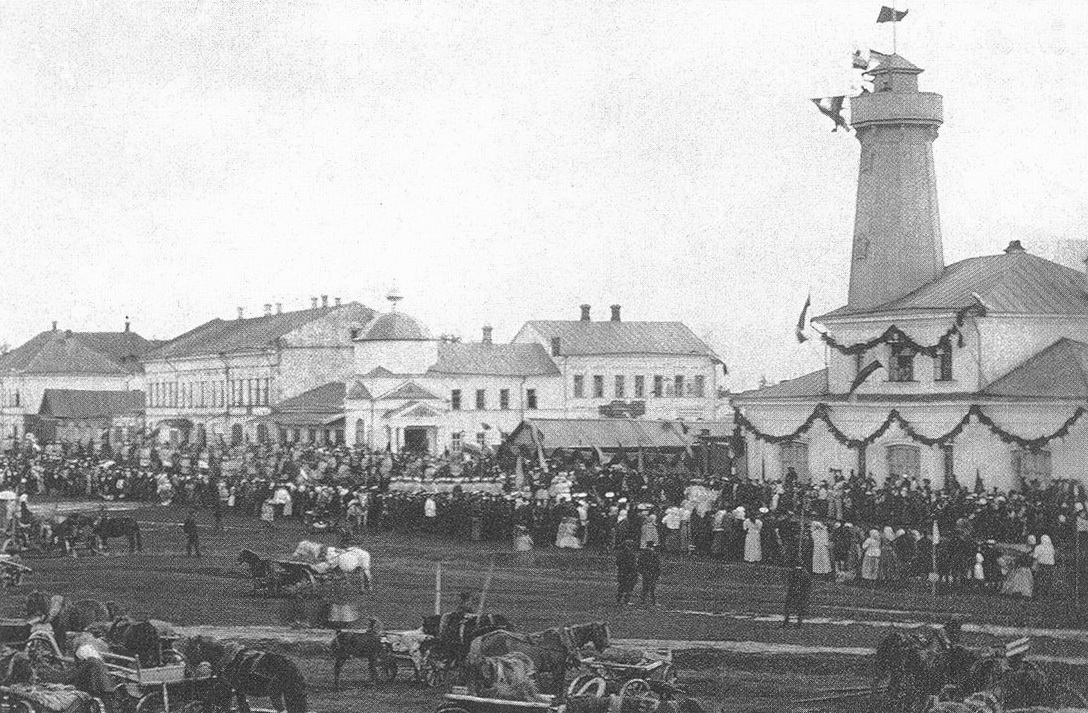
Vue ancienne de Mologa.

Mologa (en russe : Молога) est une ancienne ville de l'oblast de Iaroslavl, en Russie, autrefois située au confluent de la Volga et de la Mologa, et aujourd'hui submergée par les eaux du réservoir de Rybinsk.

## Histoire
Mologa existait au moins depuis le XIIe siècle. Elle faisait partie de la principauté de Rostov, au début du XIIIe siècle. Plus tard, la ville fut annexée par la principauté de Iaroslavl. En 1321, elle devint le centre d'une principauté indépendante. Peu de temps après, Ivan III rattacha Mologa à la Moscovie. Les princes de Mologa s'établirent ensuite à Moscou, où ils étaient connus sous le nom de princes Prozorovski et Chakhovskoï.
À la fin du XVe siècle, une foire de Kholopiy Gorodok, ville située à 55 km au nord de Mologa, fut transférée dans cette ville. Mologa se transforma alors en l'un des principaux centre du commerce de la Russie avec les pays d'Asie. Selon un récit de Sigismund von Herberstein, Mologa possédait une forteresse.
Après le Temps des troubles (1598-1613), Mologa prospéra en tant que sloboda grâce au commerce. Au XIXe siècle et au début du XXe siècle, elle était en effet une étape sur la Volga, étant située au départ du système de voies navigables de Tikhvine, reliant la Volga à la mer Baltique.
Durant la construction du réservoir et de la centrale hydroélectrique de Rybinsk, Mologa fut évacuée et recouverte par les eaux dans les années 1940. Environ 130 000 personnes furent contraintes d'abandonner la ville et ses environs, mais 294 habitants, qui refusèrent de quitter leurs foyers en dépit de l'insistance du NKVD, périrent noyés.
Le 14 avril est devenu la « Journée de Mologa » dans l'oblast de Iaroslavl. Des bateaux conduisent des moines et des prêtres jusqu'à l'emplacement de la ville et une cérémonie religieuse a lieu devant le sommet des beffrois surmontés de croix, qui sont encore visibles au-dessous de l'eau du lac artificiel.

## Sources et bibliographie
- Élisabeth Gessat-Anstett, Une Atlantide russe. Anthropologie de la mémoire en Russie post-soviétique, Paris, La Découverte, 2007, 302 p.  (ISBN 978-2-7071-5306-7)

Une enquête sociologique sur les anciens habitants de Mologa et leurs descendants réunis en association, et sur leur vision de la ville et les tabous qui subsistent après la dislocation de l'Union soviétique, notamment le travail forcé de l'hydrogoulag.